# 緑嶋英三
緑嶋 英三（みどりしま えいぞう、1923年1月25日 - 没年不明）は、北海道石狩郡石狩町（現在の北海道石狩市）出身で立浪部屋に所属した大相撲力士。本名は今井 英三（いまい えいぞう）。現役時代の体格は176cm、88kg。自己最高位は東前頭4枚目（1947年11月場所）。得意手は左四つ、押し。

## 来歴・人物
16歳の時に上京して角界入りし、1940年1月場所にて初土俵を踏んだ。
当初の四股名は、故郷の北海道石狩郡に因んだ「石狩岩」（その後、当時の立浪部屋の師匠である元小結・緑嶋友之助の現役名をそのまま貰って、「緑嶋」と改名している）。
以来、順調に出世し、負け越しなしで1944年1月場所で十両に昇進。
その後、1945年6月場所で入幕を果たし、以降は主に幕内中位で活躍した。細身ながら筋肉質でバネがあり足腰が柔らかく、押し、左四つからの投げ、切り返しなどを見せる技能派力士だった。
腰の負傷のため、1949年5月場所限り、26歳で廃業した。
なお、実弟は春日野部屋に入門し、本名と同じ「今井」の名で幕下まで昇進している。

## 主な戦績
- 通算成績：103勝74敗15休 勝率.582
- 幕内成績：43勝43敗15休 勝率.500
- 現役在位：20場所
- 幕内在位：9場所

### 場所別成績
r   
| 1940年 （昭和15年） | （前相撲）         | 東序ノ口22枚目 5–3       | x                |
| 1941年 （昭和16年） | 西序二段61枚目 5–3 | 西三段目65枚目 7–1       | x                |
| 1942年 （昭和17年） | 東三段目13枚目 7–1 | 西幕下22枚目 6–2         | x                |
| 1943年 （昭和18年） | 東幕下7枚目 5–3    | 西幕下筆頭 5–3           | x                |
| 1944年 （昭和19年） | 西十両11枚目 6–9   | 東十両13枚目 7–3         | 東十両4枚目 7–3  |
| 1945年 （昭和20年） | x                  | 西前頭15枚目 5–2         | 西前頭13枚目 7–3 |
| 1946年 （昭和21年） | x                  | x                        | 西前頭4枚目 3–10 |
| 1947年 （昭和22年） | x                  | 東前頭9枚目 8–2          | 東前頭4枚目 4–7  |
| 1948年 （昭和23年） | x                  | 西前頭9枚目 5–6          | 東前頭12枚目 6–5 |
| 1949年 （昭和24年） | 西前頭10枚目 5–8   | 西前頭12枚目 引退 0–0–15 | x                |
| 各欄の数字は、「勝ち-負け-休場」を示す。 優勝 引退 休場 十両 幕下 三賞：敢=敢闘賞、殊=殊勲賞、技=技能賞 その他：★=金星 番付階級：幕内 - 十両 - 幕下 - 三段目 - 序二段 - 序ノ口 幕内序列：横綱 - 大関 - 関脇 - 小結 - 前頭（「#数字」は各位内の序列） |                    |                          |                  |

### 幕内対戦成績
| 明瀬川 | 1 | 1 | 東冨士         | 0 | 1 | 五ツ海         | 1 | 3 | 因州山   | 1 | 0 |  |  |  |
| 大熊   | 0 | 3 | 大起(穂波山)   | 3 | 1 | 大ノ海         | 1 | 1 | 大ノ森   | 2 | 1 |  |  |  |
| 大蛇潟 | 1 | 0 | 鹿嶋洋         | 0 | 1 | 柏戸           | 3 | 0 | 清美川   | 1 | 1 |  |  |  |
| 九ヶ錦 | 1 | 0 | 国登           | 1 | 0 | 琴錦           | 0 | 1 | 相模川   | 3 | 0 |  |  |  |
| 櫻錦   | 0 | 4 | 汐ノ海         | 0 | 1 | 信州山         | 0 | 1 | 神東山   | 2 | 0 |  |  |  |
| 駿河海 | 2 | 0 | 千代ノ山       | 0 | 2 | 照國           | 0 | 1 | 出羽錦   | 0 | 1 |  |  |  |
| 十勝岩 | 0 | 2 | 栃錦           | 2 | 1 | 羽嶋山(岐阜錦) | 1 | 1 | 肥州山   | 1 | 0 |  |  |  |
| 備州山 | 2 | 1 | 広瀬川         | 4 | 2 | 藤田山         | 2 | 1 | 二瀬山   | 0 | 2 |  |  |  |
| 前田山 | 0 | 1 | 前ノ山(醍醐山) | 1 | 0 | 増位山         | 0 | 1 | 陸奥ノ里 | 3 | 1 |  |  |  |
| 八方山 | 2 | 2 | 若潮           | 1 | 2 | 若瀬川         | 1 | 1 | 若湊     | 0 | 1 |  |  |  |

## 改名歴
- 石狩岩 英三（いしかりいわ えいぞう、1940年5月場所-1943年5月場所）
- 緑嶋 英三（みどりしま - 、1944年1月場所-1949年5月場所）